# Церјанска пећина
Церјанска пећина је ерозивно тектонски, крашки спелеолошки објекат који се налази у југоисточној Србији, на 15 километара од Ниша, у атарима села Церје и Кравља.  Налази се на територији нишке градске општине Пантелеј.

## О пећини
Церјанска пећина је удаљена 15 km од Ниша. Налази се у ширем простору излетишта Каменички вис, на северним пределима Калафата. Улаз у Церјанску пећину налази се на надморској висини од 515 m, на месту где понире Провалијска река. Пећина је хидролошки активна чак и током сушних месеци. Процене геолога су да је Церјанска пећина настала пре више од 2 милиона година. Први назив пећине је био Провалија. Главни ходник пећине је дугачак 3360 метара, а укупна дужина испитаних пећинских канала је 7.149 метара, по чему је ово други најдужи истражени пећински систем у Србији. Висина пећинских дворана и ходника варира између 15 и 40 метара, а плафон пећине се делимично састоји од кречњака.

## Називи пећине
- Церјанска пећина — званични назив пећине
- Провалија — локални назив, према називу речице која понире у пећину
- Церјанка — назив који су дали први истраживачи из Спелеолошког одсека Планинарског савеза Београда (СОБ)

## Пећински накит
Пећину украшава богат пећински накит: сталактити, сталагмити, хеликтити, таласасте драперије, пећински корали и кристални цветови који се простиру целом њеном дужином. Посебну вредност пећине чине хеликтити или пећинске руже. Хеликтити су посебна врста пећинског накита која се супротно физичким законима и земљиној тежи формира и пружа у свим правцима услед деловања ваздушних струјања.

## Заштита пећине
Пећина је под заштитом од 1955. године у оквиру групе спелеолошких објеката северног Калафата под називом пећина Пропала. Завод за заштиту споменика природе је 1998. године прогласио Церјанску пећину за природно добро прве категорије са површином од 64 хектара. Јавно предузеће Дирекција за изградњу града Ниша је задужено за управљање пећином, као и за заштиту и развој пећине.
У пећини се може наћи и ватрени даждевњак који се налази на листи строго заштићених животињских врста.

## Галерија
- Церјанска пећина
- Поглед из пећине
- Степенице које воде до пећине
- Мост на улазу у Церјанску пећину
- Табла на улазу у пећину
- Водопад на улазу у Церјанску пећину
- Мост на улазу у Церјанску пећину